# 凱瑟琳鎮區 (堪薩斯州埃利斯縣)
凱瑟琳鎮區（英語：Catherine Township）為美國堪薩斯州埃利斯縣轄下的鎮區。2010年美国人口普查中此鎮區人口有312人。

## 地理
凱瑟琳鎮區涵蓋總面積為208.3平方（80.43平方英里），其中陸地面積為208.3平方（80.41平方英里），水域面積為0.052平方（0.02平方英里）或0.02%。海拔高度624（2,047英尺）。

## 人口統計
根據2010年美國人口普查，凱瑟琳鎮區人口有312人，其中男性有157人，女性有155人，人口密度為每平方公里1.50人，住房計153戶。鎮區內的白人有300人，非裔美國人有0人，美洲原住民有0人，亞裔美國人有0人，太平洋島裔美國人有0人，其他種族有2人，混血種族則有10人。此外鎮區內有16人為西班牙裔或拉丁裔美國人。此鎮區之年齡中位數為40.0歲，而男性年齡中位數為39.3歲，女性年齡中位數為40.8歲。